# خانه‌موزه

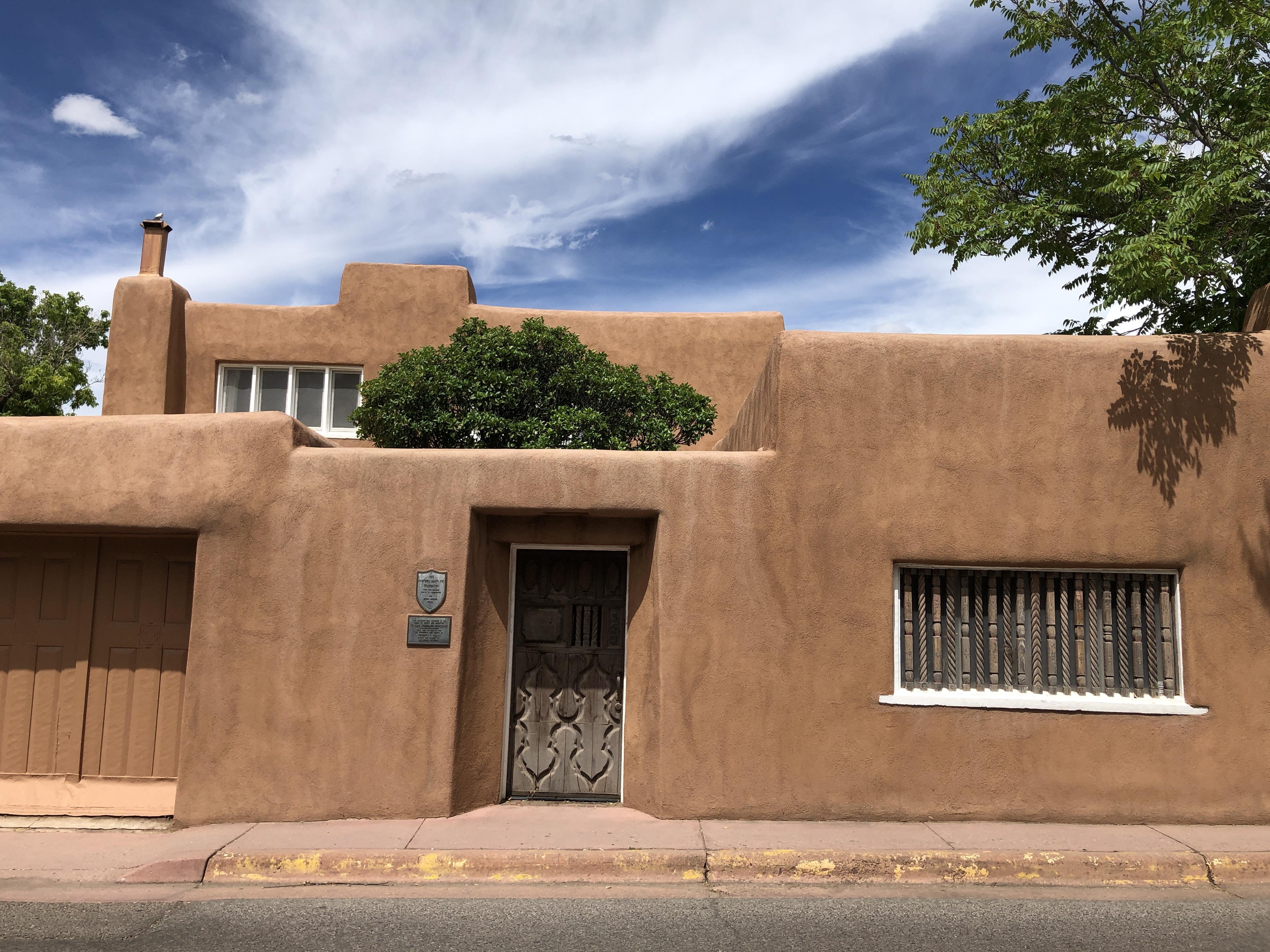
خانه موزه

خانه‌موزه (انگلیسی: Historic house museum) یا خانه‌موزهٔ تاریخی، خانه‌ای است که به موزه تبدیل شده باشد. مبلمان و اثاثیه تاریخی نیز ممکن است برای نشان دادن جایگاه و استفاده آن‌ها در این خانه‌ها، به شکل اولیه حفظ شوند. خانه‌موزه‌ها، استانداردهای متفاوتی دارند از جمله، استاندارد شورای بین‌المللی موزه‌ها در رابطه با این خانه‌ها. این سازمان موزه را چنین تعریف کرده است: «موسسه‌ای ناسودبر و دائمی در خدمت جامعه و توسعه آن که به روی عموم باز بوده و برای اهدافی چون مطالعه، آموزش و سرگرمی، شواهد و آثار ملموس یا ناملموسی از زندگی مردم و محیط‌شان، بستری را برای حفظ، عرضه، پژوهش و نمایش این آثار و شواهد، فراهم می‌آورد.» خانه‌ها، به دلایل گوناگونی به موزه مبدل می‌شوند. برای مثال، خانه نویسندگان مشهور، به خانه‌موزه نویسنده مبدل می‌شوند تا از گردشگری ادبی حمایت شود.